# Temple Ewell
Temple Ewell – wieś w Anglii, w hrabstwie Kent, w dystrykcie Dover. Leży 19 km na południowy wschód od miasta Canterbury i 105 km na wschód od centrum Londynu. W 2001 miejscowość liczyła 1696 mieszkańców.